# فرد إف. فرينش
فرد إف. فرينش (بالإنجليزية: Fred F. French)‏ هو شخصية أعمال أمريكي، ولد في 14 أكتوبر 1883 في مانهاتن في الولايات المتحدة، وتوفي في 30 أغسطس 1936 في قرية باولينغ في الولايات المتحدة.